# Vasili Chuikov
Vasili Ivánovich Chuikov (en ruso: Васи́лий Ива́нович Чуйко́в; 31 de enerojul./ 12 de febrero de 1900greg. - 18 de marzo de 1982) fue uno de los más conocidos y destacados líderes militares soviéticos durante la Segunda Guerra Mundial. Es más conocido por comandar el 62.º Ejército (posteriormente renombrado 8.º Ejército de la Guardia) que vio un duro combate durante la batalla de Stalingrado. 
Nacido en una familia de campesinos cerca de Tula, Chuikov se ganó la vida como obrero desde los 12 años. Después de la Revolución rusa de 1917, se unió al Ejército Rojo y se distinguió durante la guerra civil rusa. Después de graduarse de la Academia Militar Frunze, trabajó como agregado militar y oficial de inteligencia en China y el Lejano Oriente ruso. Al estallar la Segunda Guerra Mundial, comandó el 4.º Ejército durante la invasión soviética de Polonia y el 9.º Ejército durante la Guerra de Invierno contra Finlandia. En diciembre de 1940, fue nuevamente nombrado agregado militar en China en apoyo de Chiang Kai-shek y los nacionalistas en la guerra contra Japón.
En marzo de 1942, fue llamado a la URSS, que para entonces estaba en guerra con Alemania. En septiembre, se le asignó el mando del 62.º Ejército en la batalla de Stalingrado. Encargado de mantener la ciudad a toda costa, Chuikov adoptó una táctica que consistía en mantener las posiciones soviéticas de primera línea tan cerca de los alemanes como físicamente era posible. Esto sirvió como una contramedida eficaz contra las tácticas de armas combinadas de la Wehrmacht, pero a mediados de noviembre de 1942 los alemanes habían capturado la mayor parte de la ciudad después de meses de lento avance. A finales de noviembre, el 62.º ejército de Chuikov se unió al resto de las fuerzas soviéticas en una contraofensiva, que condujo a la rendición del ejército alemán a principios de 1943. Después de Stalingrado, Chuikov llevó sus fuerzas a Polonia durante la Operación Bagration y la ofensiva del Vístula-Óder. antes de avanzar sobre Berlín. Aceptó personalmente la rendición incondicional de las fuerzas alemanas en Berlín el 2 de mayo de 1945. 
Después de la guerra, Chuikov se desempeñó como jefe del Grupo de Fuerzas Soviéticas en Alemania (1949-1953), comandante del distrito militar de Kiev (1953-1960), jefe de las Fuerzas Armadas soviéticas, viceministro de Defensa (1960-1964) y jefe de las Fuerzas de Defensa Civil soviéticas (1961-1972). Chuikov recibió dos veces los títulos de Héroe de la Unión Soviética (1944 y 1945) y los Estados Unidos le otorgaron la Cruz por Servicio Distinguido por sus acciones durante la batalla de Stalingrado. En 1955, fue nombrado mariscal de la Unión Soviética. Tras su muerte en 1982, fue enterrado en el monumento conmemorativo de Stalingrado en Mamáyev Kurgán, que había sido escenario de intensos combates, siendo el único mariscal que está enterrado fuera de la Necrópolis de Moscú y junto a los hombres que comandó.

## Biografíа

### Infancia y Juventud
Vasili Chuikov nació el 12 de febrero de 1900 en el seno de una gran familia campesina en el pueblo (ahora el asentamiento) de Serebryanye Prudy, gobernación de Tula (actual óblast de Moscú) en esa época parte del Imperio ruso. 
Estudió únicamente cuatro años en la escuela parroquial de su aldea natal (1907-1911) y a la edad de doce años se fue a trabajar a Petrogrado, donde se convirtió en aprendiz en un taller de espuelas para oficiales de caballería. En 1917 trabajó como grumete para un destacamento de buques minadores en la base naval de Kronstadt.

### Guerra civil
Se unió al Ejército Rojo en abril de 1918, como cadete de los Primeros Cursos de Instructores Militares de Moscú, en julio de 1918 participó en la represión de la revuelta de los eseristas de izquierda, en Moscú. 
En octubre de 1918, Chuikov entró en servicio activo cuando fue enviado al Frente Sur como comandante adjunto de la compañía para luchar contra el Ejército Blanco. En la primavera de 1919, se convirtió en comandante del 40.º Regimiento (más tarde rebautizado como 43.º), integrado en el 5.º Ejército al mando de Mijaíl Tujachevski frente al Ejército Blanco al mando del Almirante Aleksandr Kolchak en Siberia. y recibió dos Órdenes de la Bandera Roja, un reloj de oro personalizado y un arma de oro.
Durante la guerra civil, fue herido 4 veces: en mayo de 1919, en el frente oriental cerca de Yelábuga (aldea de Murzikha), fue herido en el brazo; en julio de 1919, en el frente oriental cerca del pueblo de Muslyumovo (ahora en el distrito de Kunashak del óblast de Cheliábinsk), fue herido en la pierna; en mayo de 1920 en el frente occidental cerca de Lépiel: una herida en la pierna; en septiembre de 1920, en el frente occidental cerca de la ciudad de Ostrov, fue herido por una bala explosiva en el hombro, esta herida dejó un fragmento de bala en su brazo izquierdo que no pudo ser operado. Le provocó una parálisis parcial y le hizo perder temporalmente el uso del brazo. Chuikov cargó con esta herida de guerra el resto de su vida, y finalmente le produjo septicemia en 1981, causando una enfermedad de nueve meses y finalmente su muerte.

### Periodo de entreguerras

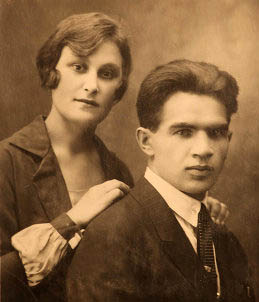
Vasili Chukov y su esposa Valentina Petrovna Chuikov, en 1926

Dejó su regimiento en 1921 para continuar sus estudios en la Academia Militar Frunze, de la que se graduó en 1925. Debido a su excelente desempeño académico, fue invitado a permanecer un año más en la Academia Militar Frunze para estudiar lengua e historia china en el Departamento de Estudios de Oriente. En 1925, conoció a Valentina Pavlova en su pueblo natal, a donde iba de vacaciones, quien se convertirá en su esposa en 1926 y con quien vivirá toda su vida.
En el otoño de 1926, se unió a una delegación diplomática soviética que recorrió Harbin, Changchun, Port Arthur (actual Lüshunkou) Dalian, Tianjin y Beijing, ciudades del noreste y norte de China. Después de completar sus estudios en el otoño de 1927, Chuikov fue enviado a China como agregado militar. Viajó mucho por el sur de China y Sichuan, llegó a dominar el chino y adquirió una comprensión más profunda de la política y la cultura chinas.
El 13 de julio de 1929, fue asignado al recién formado Ejército Especial Bandera Roja del Lejano Oriente con base en Jabárovsk y trabajó en funciones de inteligencia militar, a las órdenes del comandante del Ejército del Lejano Oriente Vasili Blücher. Dicho ejército derrotó al Ejército del Noreste del señor de la guerra Zhang Xueliang durante el conflicto sino-soviético del ferrocarril transmanchuriano, Chuikov participó en las negociaciones que restauraron el control soviético sobre el ferrocarril.
En diciembre de 1939 fue destinado al puesto de comandante del 9.º Ejército, que luchó en la Guerra de Invierno contra Finlandia, en el norte de Carelia. Reemplazó al Komkor (comandante de cuerpo) Mijaíl Dujanov quien fue destituido de su puesto de comandante debido a la aplastante derrota del ejército, bajo su mando, en la batalla de Suomussalmi, en la cual tres regimientos finlandeses rodearon y derrotaron a dos divisiones de fusileros del Ejército Rojo.

### Agregado militar en China
En diciembre de 1940, ocupó el puesto de agregado militar soviético en China y asesor militar del comandante en jefe del ejército chino Chiang Kai-shek. Antes de su partida a China, fue convocado para reunirse con Iósif Stalin y Semión Timoshenko, quienes le dieron instrucciones de asegurarse de que China permanezca involucrada en la guerra con Japón para que Japón no pueda desafiar a la Unión Soviética en el Lejano Oriente y permitir que la Unión Soviética centrarse en la amenaza alemana de Occidente.
Chuikov llegó a China con un gran suministro de armamento soviético para el Ejército Nacional Revolucionario, incluidos tanques, artillería, aviones de combate y bombarderos y camiones.

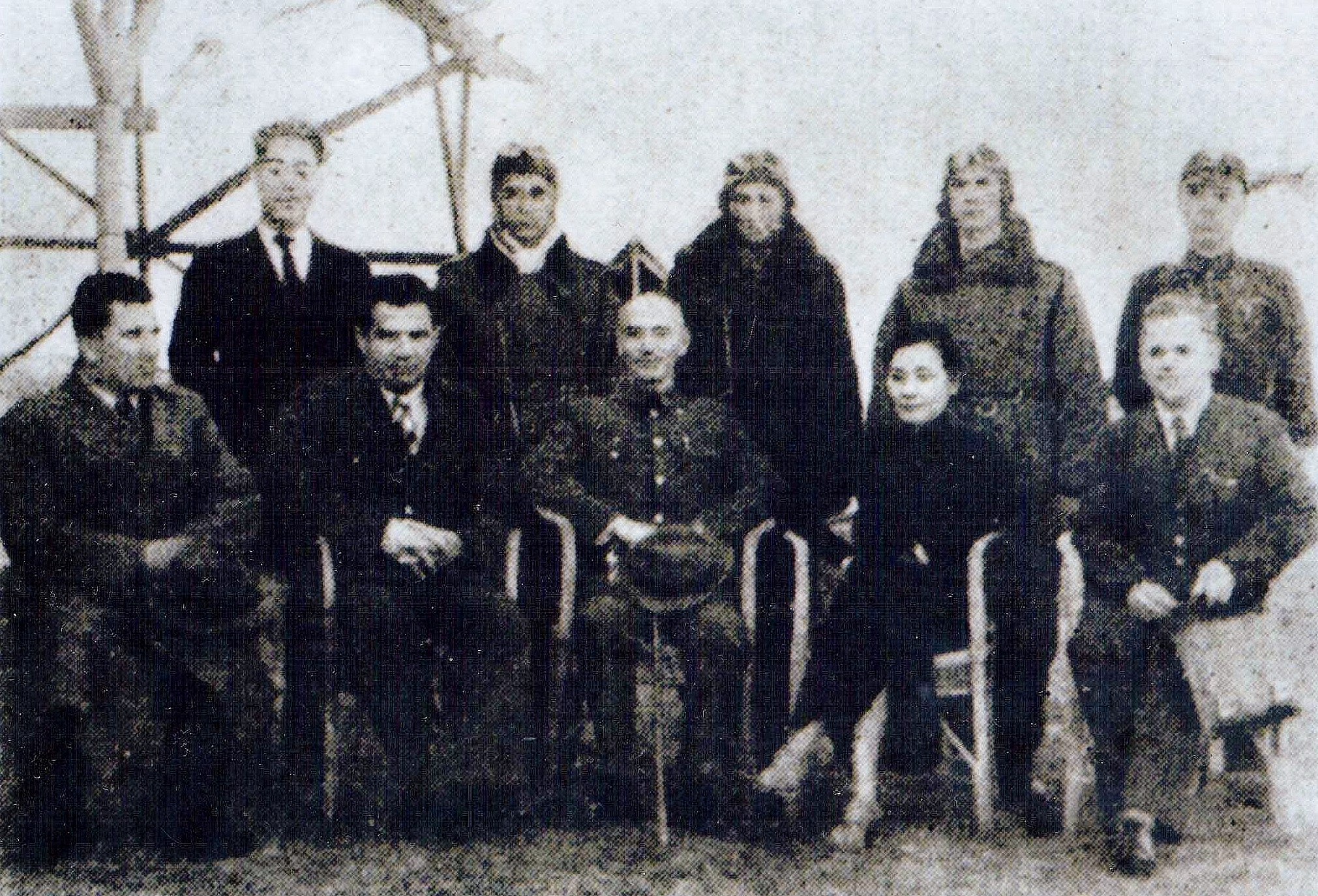
Chiang Kai-shek sentado en el centro al lado de Vasili Chuikov y el resto de asesores soviéticos

En enero de 1941, cuando los nacionalistas atacaron a los comunistas en el incidente del sur de Anhui en violación de su alianza nominal, Mao Zedong criticó a Chuikov por no haber podido detener la agresión de Chiang contra los comunistas chinos. Chuikov insistió en que los nacionalistas no podían utilizar el armamento soviético contra los comunistas, se reunió con los líderes comunistas Zhou Enlai y Ye Jianying, pero de acuerdo con las directivas de Stalin, continuó apoyando el esfuerzo de guerra nacionalista contra Japón, incluso después de la firma del Pacto de Neutralidad en abril de 1941. En la batalla de Changsha en septiembre de 1941, aconsejó a Chiang que aliviara el asedio japonés a Changsha atacando la ciudad estratégica de Yichang a unos 400 km al norte, y la estrategia tuvo éxito.
En marzo de 1942, fue llamado a la URSS, que para entonces estaba en guerra con Alemania.

### Segunda Guerra Mundial
Chuikov recibió el mando del 64.º Ejército, una unidad que en ese momento estaba en reserva en Tula, en proceso de entrenamiento y formación. En agosto fue enviada al oeste del río Don para bloquear el avance del 4.º Ejército Panzer de Hermann Hoth al sur de Stalingrado. Esta posición defensiva permitió a los remanentes del 62.º Ejército romper el cerco al oeste de Kalach y escapar por el río Don. El 30 de julio, Vasili Gordov recientemente nombrado comandante del Frente de Stalingrado en sustitución del mariscal Semión Timoshenko, reemplazó a Chuikov como comandante del 64.º Ejército por Mijaíl Shumilov. En septiembre, Chuikov fue puesto al mando de los restos del 62.º Ejército, reemplazando al teniente general Anton Lopatin, que estaba al borde del colapso y que fue destituido por cobardía ante el enemigo, reforzado con los restos destrozados del 1.º Ejército de Tanques, para defender la ciudad de Stalingrado.

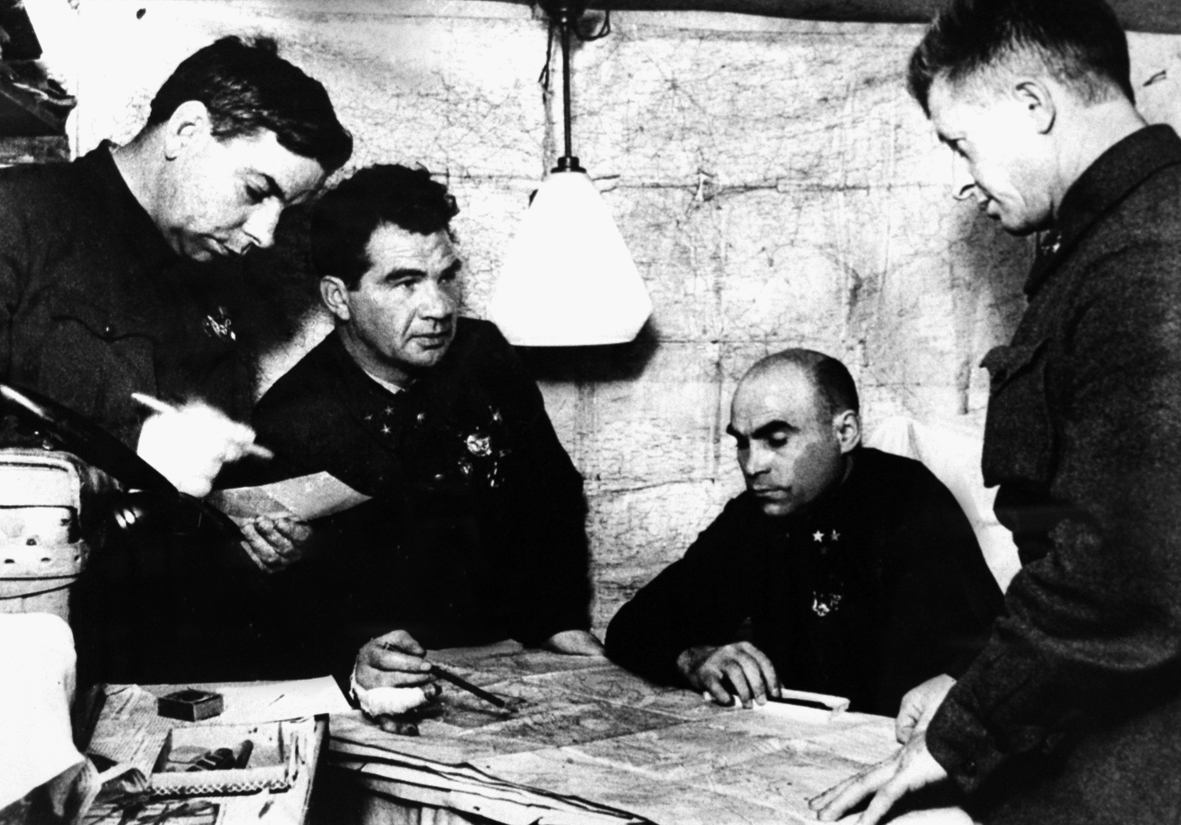
Vasili Chuikov (tercero derecha) en el puesto de mando del 62 ° Ejército, diciembre de 1942

#### Batalla de Stalingrado
El 4 de agosto, el Alto Mando soviético (Stavka) reconoció que el tamaño de este frente no podía controlarse de manera efectiva desde un único cuartel general, por lo que dividió el Frente de Stalingrado en dos, creando un nuevo frenteː el Frente Suroeste, que asumió la defensa de los sectores del sur del antiguo frente. Después de una discusión considerable, el coronel general Andréi Yeriómenko recibió el mando del Frente del Sureste, dejando a Gordov al mando del Frente de Stalingrado. A Yeriómenko se le asignó la responsabilidad de la defensa de la ciudad de Stalingrado y también tuvo un papel de supervisión sobre Gordov.
El 10 de septiembre, la 29.º División de infantería motorizada del 4.º Ejército Panzer del general Hermann Hoth alcanzó finalmente el Volga, al sur de la ciudad a la altura del elevador de granos, aislando completamente al 62.º Ejército del teniente general Vasili Chuikov en la ciudad a espaldas del Volga, separandolo del 64.º Ejército al mando del teniente general Mijaíl Shumilov, que ahora quedaba al sur de la ciudad. A partir de ese momento el 6.º Ejército intentaría, penetrar en la ciudad, a través del 62.º Ejército.

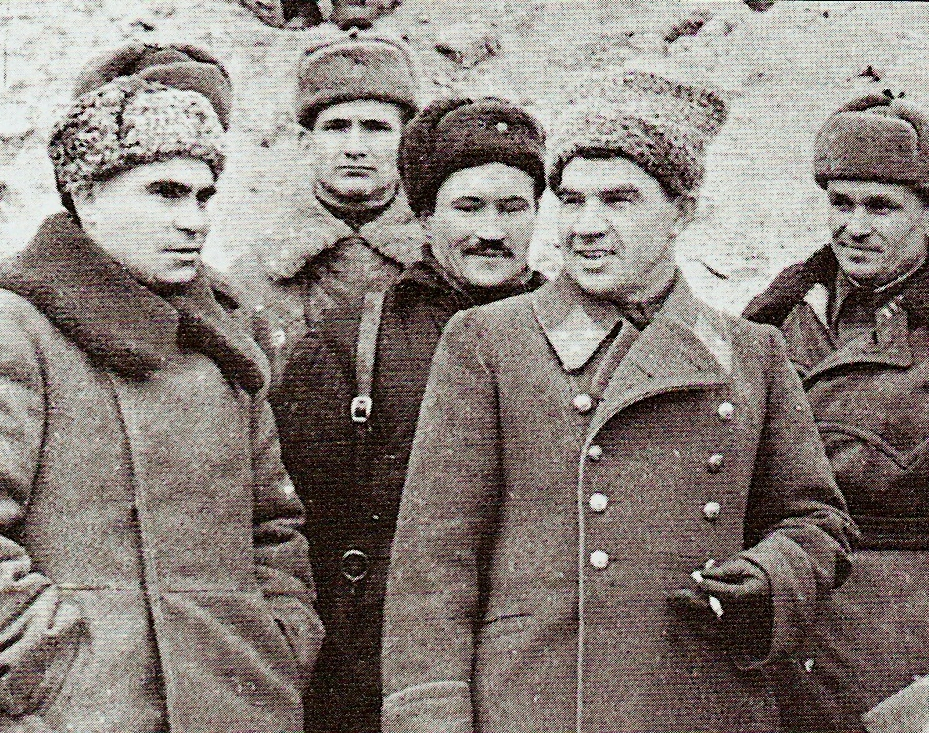
Vasili Chuikov y el Comisario Político del 62 ° Ejército Kuzma Gurov en el frente de Stalingrado (1942-1943)

El 12 de septiembre, Yeriómenko decidió que era imposible controlar todo el frente desde la aislada ciudad de Stalingrado con lo que traslado su cuartel general a la orilla este del Volga. Antes de abandonar la ciudad se reunió con el nuevo comandante del 62.º Ejército el teniente general Vasili Chuikov para informale de lo que se esperaba de él. Cuando Nikita Jruschov el comisario político y el general Yeriómenko comandante del Frente Sureste preguntaron a Chuikov si entendía la importancia de la tarea que se le encomendaba. Chuikov respondió: «Conservaremos la ciudad o moriremos aquí». Jruschov, al escuchar la respuesta, supo que Chuikov había entendido exactamente lo que se requería de él. Se le explicó además que los recursos y suministros que se le enviarían serían exiguos y que no podría esperar grandes refuerzos. Chuikov debía aguantar con los medios que tenía, reteniendo las posiciones aún en manos soviéticas.

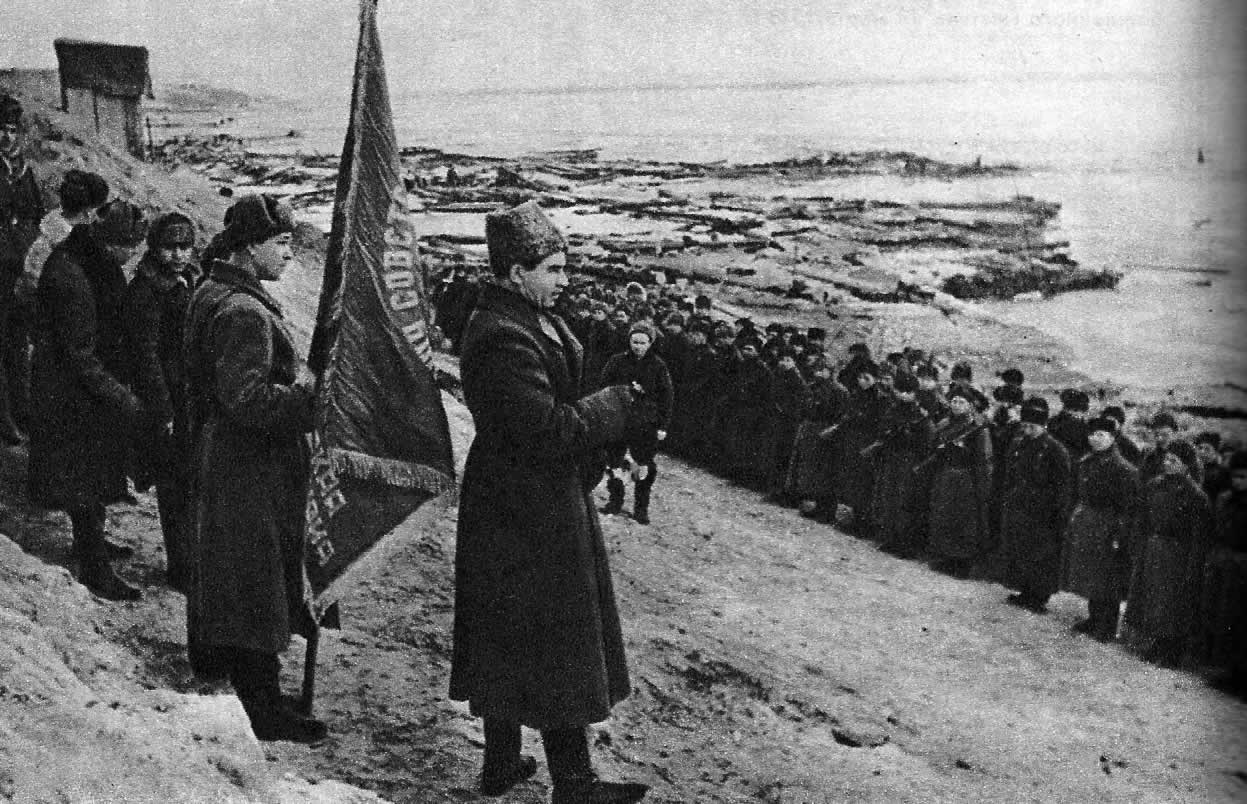
Chuikov entrega el estandarte de los guardias a la 39.º División de Fusileros de la Guardia en Stalingrado en enero de 1943

Para el 28 de septiembre, los frentes de Stalingrado y Sureste se habían reforzado hasta el punto de que se ordenó una nueva reorganización. Se creó el nuevo Frente del Don, con los ejércitos 63.º, 21.º, 4.º de Tanques, 1.º de Guardias, 24.º y 66.º, bajo el mando del teniente general Konstantín Rokossovski, que fue transferido del mando del Frente de Briansk; Gordov fue trasladado a las reservas de la Stavka. El Frente Sureste se disolvió y Yeriómenko fue puesto al mando del nuevo Frente de Stalingrado reorganizado, bajo su mando estaban los siguientes ejércitosː 62.º Ejército (Vasili Chuikov) en la ciudad de Stalingrado, 64.º Ejército (Mijaíl Shumilov) alrededor de Beketovka, el 57.º Ejército (Fiódor Tolbujin) hasta más allá del lago Sarpa, el 51.º Ejército (Nikolái Trufanov) desplegado a lo largo de la línea de los lagos y el 28.º Ejército (Vasili Gerasimenko) que se extendía hasta más allá de la estepa de Kalmik.
Tras la marcha de Yeriómenko, Chuikov se convirtió en el único comandante soviético de Stalingrado, El 12 de septiembre de 1942, trasladó su cuartel general a un búnker en la colina de Mamáyev Kurgán, desde donde tenía una buena vista de la ciudad asediada y rápidamente comenzó a tomar medidas para cumplir las órdenes que había recibido. Se aseguró de que las tropas de la NKVD controlaban todos los muelles y embarcaderos. Los desertores cualquiera que fuera su rango, afrontaban una ejecución inmediata.
En ese momento, el 62.º Ejército se reducía a apenas 20.000 hombres, unos sesenta tanques, muchos de los cuales no podían moverse, y más de 700 piezas de artillería. Chuikov ordenó que la artillería más pesada fuera retirada a la orilla oriental del río. Su principal preocupación era reducir la enorme superioridad aérea alemana. Había ya advertido la reluctancia de los alemanes a luchar en combates cercanos, especialmente de noche. Para desgastarlos, «debe hacerse sentir a todo alemán que está viviendo ante la boca de un cañón ruso».

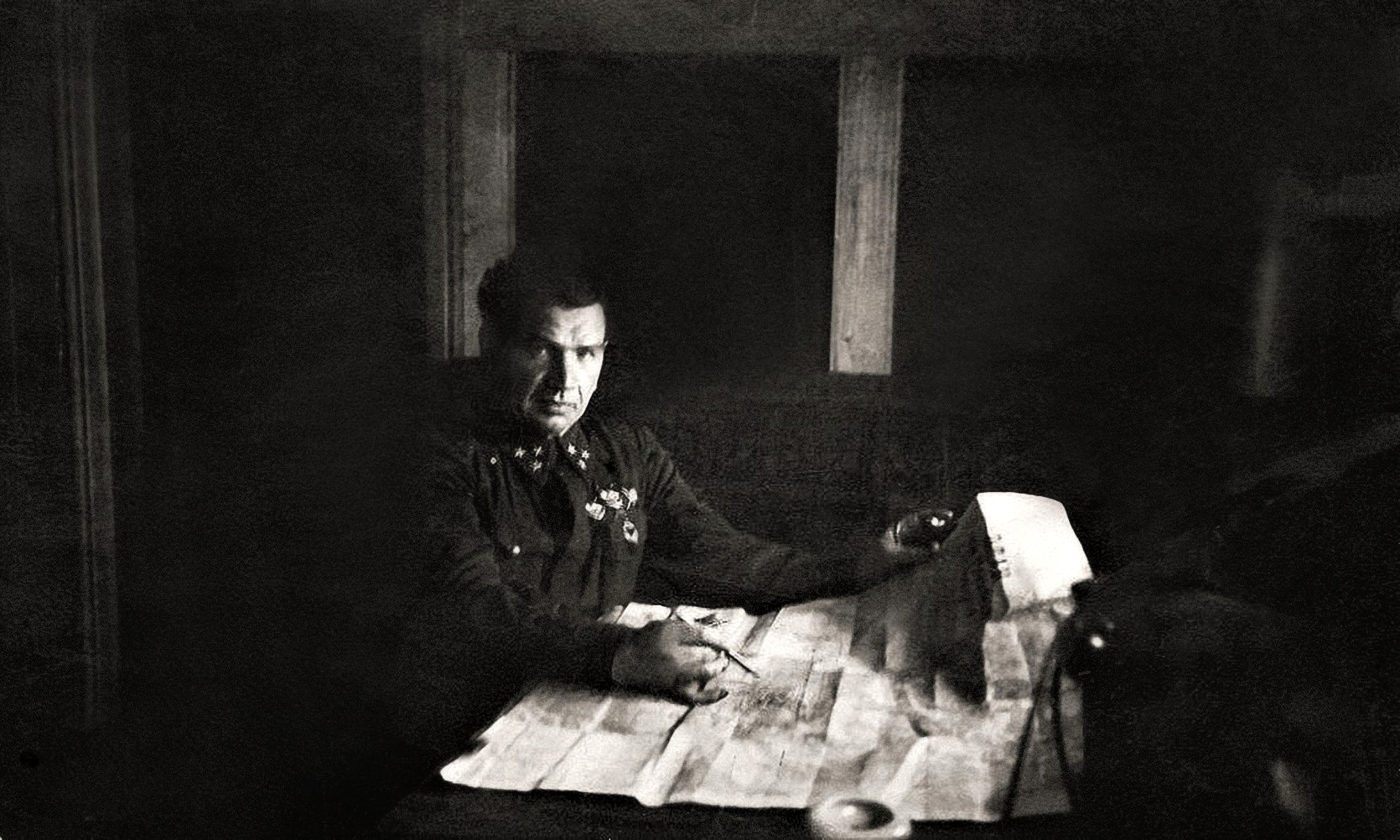
Comandante del 62.º Ejército, teniente general Vasili Chuikov. Stalingrado, 1942

Al día siguiente (13 de septiembre) de la toma de mando de Chuikov, Paulus lanzó una ofensiva general sobre las posiciones soviéticas en la ciudad, la ofensiva se desarrolló en dos pinzas, una desde el oeste con tres divisiones de infantería y otra desde el sur con cuatro divisiones (dos de ellas panzers). El objetivo de Paulus era tomar la zona central de la ciudad, incluida la colina Mamáyev Kurgán y la principal estación de tren de la ciudad, y luego abrirse paso hasta el Volga. En los siguientes días, y a pesar de la enorme resistencia de las diezmadas divisiones soviéticas, los alemanes consiguen avanzar lentamente en dirección hacia el Volga, ocupan la estación de tren (que cambiara de manos varias veces en los siguientes días), el elevador de grano, aunque gracias a la dura resistencia de la 13.º División de Fusileros de la Guardia al mando del mayor general Aleksandr Rodímtsev, los alemanes son incapaces de conquistar la colina Mamáyev Kurgán que se convertira en tierra de nadie durante el resto de la batalla. Debido a los duros combates en la colina, Chuikov se ve obligado a trasladar su cuartel general a la garganta del río Tsaritsa cerca del Volga.
En las semanas siguientes, los soviéticos detienen la ofensiva alemana y la batalla entra en un punto muerto. A partir de este momento Chuikov adoptó una serie de medidas para desgastar poco a poco a los soldados alemanes, haciendo cumplir estrictamente la orden de Stalin de «ni un paso atrás». En una entrevista durante la última fase de la batalla el 5 de enero de 1943 desde su cuartel general cerca de la acería Octubre Rojo, Chuikov le dijo al corresponsal de guerra soviético A. A. Belkin que al principio de la batalla, había ejecutado sumariamente a varios oficiales y comisarios por cobardía.

Para ser honesto, la mayoría de los comandantes de división realmente no querían morir en Stalingrado. En el segundo en que algo salía mal, empezaban a decir: "Permítanme cruzar el Volga". Gritaba 'Todavía estoy aquí' y enviaba un telegrama: ¡Un paso atrás y te dispararé!»

Fue en Stalingrado donde Chuikov desarrolló la importante táctica de «abrazar al enemigo», mediante la cual los soldados soviéticos mantuvieron al ejército alemán tan cerca de ellos como para minimizar el poder aéreo de que disfrutaba la Wehrmacht. Chuikov había sido testigo de primera mano de las tácticas de la guerra relámpago que la Wehrmacht había utilizado para barrer la estepa rusa, por lo que utilizó el bombardeo de la ciudad por parte de los alemanes para arrastrar a las unidades panzer hacia los escombros y el caos, donde su avance se vio obstaculizado. Aquí podrían ser destruidos con cócteles molotov, fusiles antitanque y artillería soviética operando a corta distancia. Esta táctica también dejó a la Luftwaffe incapaz de apoyar a sus unidades, ya que los bombarderos en picado Junker Ju-87 Stuka no podían atacar las posiciones del Ejército Rojo sin poner en peligro sus propias fuerzas.

[Nuestros] soldados sabían que cuanto más cerca estaban del enemigo, mejor. Dejaron de tener miedo a los tanques. Los soldados de infantería se metían en una trinchera, barranco o edificio y comenzaban a disparar contra la infantería enemiga que avanzaba detrás de los tanques. Los tanques se moverían y los dejaríamos a nuestra artillería, que estaba a doscientos o trescientos metros de la línea del frente y dispararía cuando estuvieran a veinte o cincuenta metros. Y no dejamos pasar a su infantería. Los alemanes pensarían que esta zona ya estaba despejada, que era terreno muerto. Pero ese terreno muerto volvía a la vida».

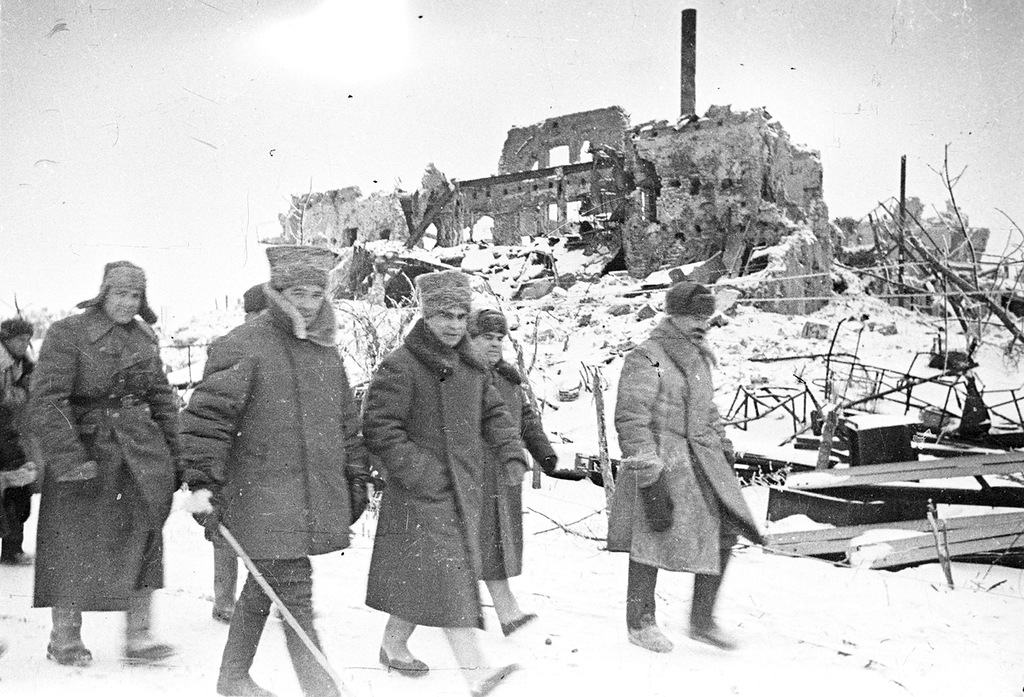
El comandante del 62.º Ejército, el teniente general Vasili Chuikov (con un palo) paseando entre las ruinas de Stalingrado

Chuikov adivinó las intenciones alemanas que apuntaban a apoderarse de la orilla a través del sector industrial de Stalingrado y colocó sus mejores fuerzas en el sector, los soviéticos lograron frenar la ofensiva alemana y estabilizar el frente, además se situaron en la orilla oriental toda la artillería disponible para disparar por elevación. Las fuerzas germanas ya estaban desgastadas y ya no tenían poder ofensivo después de estos fieros combates de guerrillas.
El 17 de octubre, Chuikov volvió a trasladar su cuartel general, esta vez de regreso a la orilla del Volga y allí permaneció hasta el final de la batalla
El 11 de noviembre, poco antes del amanecer, comenzó el ataque final alemán. Grupos de batalla (kampfgruppe en alemán) recién organizados de las divisiones de infantería 71.º, 79.ª, 100.ª, 295.ª, 305.ª y 389.ª reforzadas con cuatro nuevos batallones de vanguardia, atacaron los reductos de resistencia que aún quedaban en el interior de la ciudad en ruinas. El VIII cuerpo aéreo fue el encargado de proporcionar el apoyo aéreo. El objetivo principal de la ofensiva alemana era la zona de fábricas del norte de Stalingrado, varios edificios claves fueron capturados y después recuperados por los soviéticos en salvajes combates. Esa misma noche, el 62.º Ejército lanzó un feroz contraataque, que sin embargo, fracasó debido al poderío aéreo alemán. Al día siguiente (12 de noviembre) los alemanes atacaron y fueron capaces de llegar, a apenas 65 metros de la orilla del Volga donde fueron detenidos por la infantería soviética. Este sería el último ataque de los alemanes en Stalingrado.
La feroz defensa de Stalingrado por parte del 62.º Ejército frenó el avance alemán y obligó a las fuerzas del Eje a concentrar sus mejores unidades en la lucha en la ciudad, debilitando sus flancos fuera de la ciudad, que se vieron obligados a cubrir con débiles unidades de sus aliados, mal equipadas y de muy escaso valor combativo. A mediados de noviembre, las fuerzas alemanas habían tomado la mayor parte de la ciudad e inmovilizado a Chuikov y los defensores restantes en varias aisladas y pequeñas cabezas de puente contra el Volga. El 14 de noviembre, la situación de Chuikov era desesperada. Al amanecer envió un amargo y desesperado mensaje al cuartel general del Frente de Stalingradoː «No ha llegado ni un barco. No nos llegan suministros desde hace tres días. Tampoco nos llegan refuerzos, y nuestras tropas están sintiendo la aguda escasez de alimentos y municiones».
En entrevistas en 1943, Chuikov dijo que no estaba informado de la contraofensiva de la Operación Urano, pero podía sentir que se estaba planeando una.

Habíamos sentido que nuestro alto mando estaba preparando un gran ataque, pero no sabíamos dónde exactamente. Lo habíamos sentido desde principios de noviembre. Cada vez recibíamos menos ayuda. Estábamos acostumbrados a hablar con la gente del cuartel general todos los días, pero ahora todos habían desaparecido. Jruschov no estuvo aquí, y Yeriómenko vino solo una vez ...»

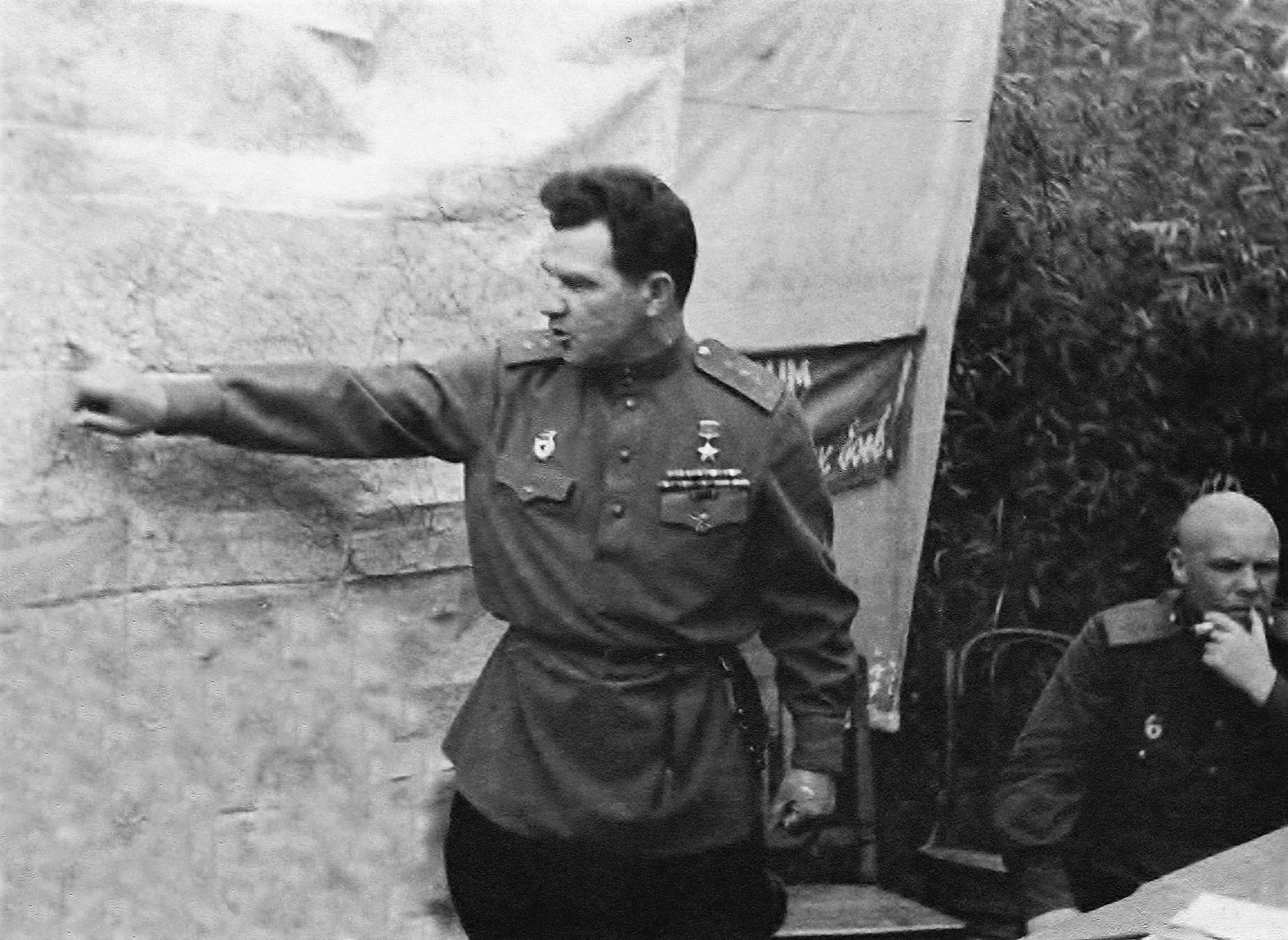
Coronel general Vasili Chuikov, en su cuartel general tras la batalla de Stalingrado

El 19 de noviembre de 1942, las fuerzas soviéticas lanzaron un ataque masivo de doble pinza al norte y al sur de Stalingrado (véase Operación Urano), contra los debilitados flancos del Eje, rodeando al Sexto Ejército alemán, y a parte del Cuarto Ejército Panzer (Hermann Hoth) en una vasta bolsa que se extendía casi ochenta kilómetros de Stalingrado a Kalach del Don. Destruyendo en el proceso al Tercer (Petre Dumitrescu) y Cuarto (Constantin Constantinescu) ejércitos rumanos. El 22 de noviembre, el 62.º ejército de Chuikov adoptó una postura ofensiva, contraatacando para reconquistar barrios e impidiendo que las fuerzas alemanas abandonaran la ciudad para luchar en otros puntos de la bolsa. 
El 19 de diciembre Chuikov regresó a la orilla oriental del Volga por primera vez desde que trasladara su cuartel general en octubre, para asistir a una fiesta ofrecida por el comandante de las tropas del NKVD, el mayor general Vladímir Rogatin. Cruzó el río helado a pie y a su regreso, muy borracho, cayó por un agujero en el hielo y casi se ahoga. A pesar de los múltiples peligros que había afrontado dentro de la ciudad, Chuikov casi encontró un final ignominioso y bastante poco heroico.
El Sexto Ejército alemán se rindió el 31 de enero de 1943. Después de la batalla por Stalingrado, Chuikov recibió la Orden de Lenin y la Orden de la Estrella Roja por su excepcional servicio a la Unión Soviética. Además, el 62.º Ejército fue renombrado como 8.º Ejército de la Guardia debido a sus destacada actuación en la batalla de Stalingrado.

#### Batallas en Ucrania y Polonia
A partir de ese momento y hasta el fin de la guerra, Chuikov se mantuvo al mando del 8.º Ejército de la Guardia. En julio de 1943, participó en la ofensiva de Izyum-Barvenkovo (del 17 al 27 de julio), y en agosto-septiembre, en la batalla del Dniéper (del 13 de agosto al 22 de septiembre). Avanzando en dirección al río Dniéper, el Ejército con otras tropas del Frente Sudoeste liberó Zaporiyia (14 de octubre), cruzó el Dnieper al sur de Dnipró y capturó una cabeza de puente en la margen derecha del Dniéper. 
Posteriormente el 8.º Ejército de la Guardia se integró en el Tercer Frente Ucraniano al mando del general de ejército Rodión Malinovski, como parte de dicho frente participó en la ofensiva del Dniéper-Cárpatos. El 25 de marzo de 1944, alcanzó el río Prut y el Tercer Frente Ucraniano fue enviado para asegurar Odesa. El 2 de abril, el 8.º Ejército de la Guardia de Vasili Chuikov y el 46.º Ejército atacaron a través de una tormenta de nieve y, para el 6 de abril, habían empujado a los alemanes más allá del río Dniéster y aislado Odesa. Odesa fue liberada el 10 de abril y las tropas soviéticas comenzaron a entrar en Rumania.
En junio de 1944, el ejército fue trasladado al Primer Frente Bielorruso al mando del mariscal Konstantín Rokossovski, integrado en dicho frente participó en la ofensiva de Lublin-Brest (parte de la operación Bagration),  tomando y defendiendo una cabeza de puente sobre el río Vístula en Magnuszew. Los soldados que murieron durante las batallas sobre Varsovia están enterrados en el cementerio militar soviético en Varsovia.
Durante la ofensiva del Vístula-Óder (enero-febrero de 1945) dirigió su avance hacia Polonia, conduciendo el 8.º Ejército de la Guardia dentro del Primer Frente Bielorruso al mando del mariscal Gueorgui Zhúkov y liberaron el campo de concentración de Majdanek en las afueras de la ciudad polaca de Lublin. Además, el 8.º Ejército de Guardias liberó la ciudad de Lodz, y el 23 de febrero de 1945, tras intensos combates, conquistó la fortaleza de Poznan (véase batalla de Poznan), continuando finalmente la ofensiva soviética que le llevó hasta el río Óder a tan solo sesenta kilómetros al este de Berlín, donde detuvo su avance para dar tiempo al Segundo Frente Bielorruso del mariscal Konstantín Rokossovski, a que destruyera las bolsas de resistencia alemanas que aún quedaban en el flanco norte del avance soviético (véase ofensiva de Prusia Oriental).
En marzo de 1945, el avance soviético hacia Berlín se había detenido a lo largo del río Óder, sin embargo el Primer Frente Ucraniano del mariscal Zhúkov había ocupado dos cabezas de puente alrededor de Küstrin (el 5.º Ejército de Choque de Berzarin al norte y el 8.º Ejército de Guardias de Chuikov al sur) unos ochenta kilómetros al este de Berlín. Zhúkov quería ocupar Küstrin para de esa forma preparar una amplia zona donde estacionar sus ejércitos para la futura ofensiva sobre Berlín. Mientras tanto, Hitler había decidido lanzar una contraofensiva contra la bolsa sur de Chuikov.
El 22 de marzo, la 25.º División Panzergrenadier recibió órdenes de retirarse de la zona de Küstrin, para reforzar el proyectado contraataque alemán, dejando el corredor de Küstrin completamente desprotegido, circunstancia que inmediatamente aprovecharon el 5.º Ejército de Choque de Nikolái Berzarin y el 8.º Ejército de Guardias de Chuikov para aislar la guarnición de la fortaleza de Küstrin.
El 27 de marzo, el 9.º Ejército alemán lanzó el proyectado contraataque, con cuatro divisiones desde Fráncfort del Óder, contra el flanco sur del  8.º Ejército de Guardias de Chuikov sorprendiendo a los soviéticos y alcanzando los arrabales de Küstrin. Sin embargo, Chuikov se recuperó rápidamente de la sorpresa inicial y los alemanes fueron diezmados en campo abierto, por la artillería y la aviación soviética, viéndose obligados a retirarse a sus posiciones iniciales tras sufrir fuertes bajas.

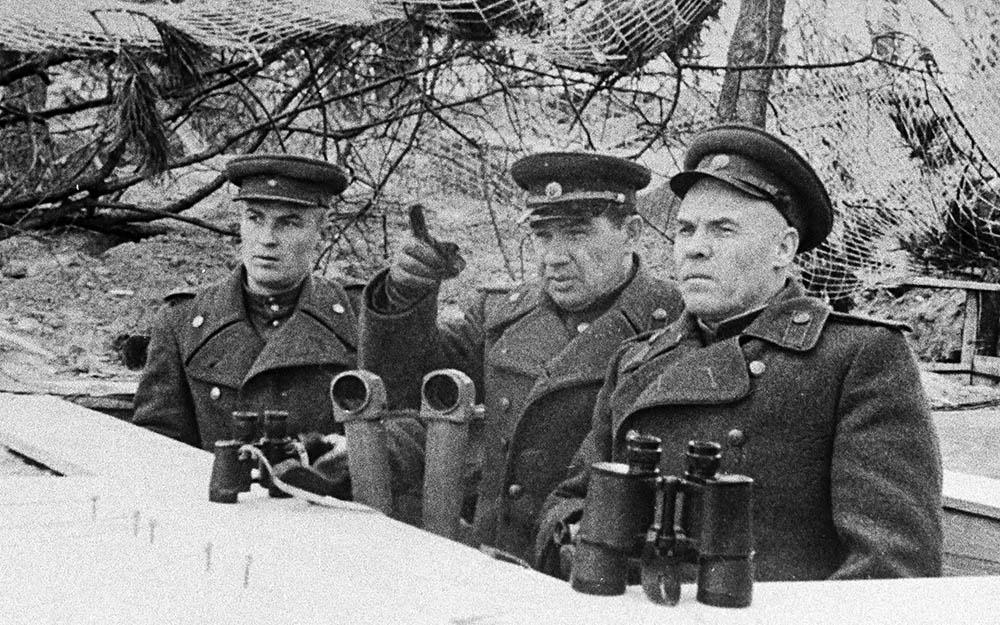
Vasili Chuikov (centro) en el puesto de observación del 8.º Ejército de Guardias durante la batalla de las cumbres del Seelow

#### Batalla de Berlín
El 16 de abril de 1945, comenzó la última gran ofensiva de la Segunda Guerra Mundial, la batalla de Berlín. El 8.º Ejército de Guardias de Chuikov combatió, desde el principio, en el eje principal de avance del Primer Frente Bielorruso. Tras una intensa y desesperada resistencia alemana rompió las defensas alemanas en la zona de los altos de Seelow, y posteriormento alcanzó los barrios más orientales de Berlín donde poco a poco y de forma metódica se fue abriendo camino hacia el centro de la ciudad, donde se encontraban los principales edificios gubernamentales.

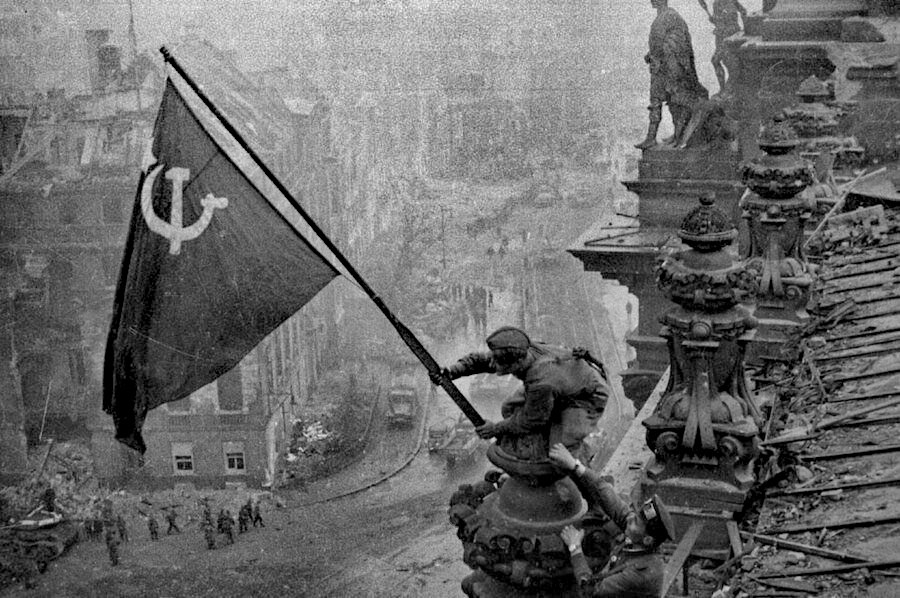
Dos soldados del Ejército Rojo izan la bandera roja sobre las ruinas del Reichtag durante la batalla de Berlín

El 1 de mayo de 1945, a las dos de la madrugada, el general alemán Hans Krebs, fue enviado por Goebbels al cuartel general de Chuikov bajo una bandera blanca, para negociar un posible alto el fuego. En ese momento Chuikov estaba reunido con una serie de periodistas y corresponsales enviados desde Moscú para dar fe al mundo de la caída de Berlín, por lo que Chuikov decidió presentarlos como miembros de su cuartel general. Entre los invitados estaba el compositor Matvéi Blánter, a quien Stalin había enviado a Berlín para que compusiera una sinfonía sobre la caída de Berlín. Pero al ser un civil no tenía uniforme y por tanto no podía ser presentado como oficial del Ejército Rojo, por lo que Chuikov lo encerró sin más en el armario de la sala de sesiones, ordenándole que guardara silencio.
En ese momento Hans Krebs le comunicó a Chuikov el suicidio de Adolf Hitler y de su esposa Eva Braun, la víspera en el Führerbunker de la Cancillería. Pero Chuikov, que realmente no tenía ni idea de que existiera un búnker, ni de quién era Eva Braun y menos aún que Hitler se hubiera suicidado, se límito a afirmar que esta enterado de todo eso. Entonces Krebs le leyó un documento redactado por Goebbels en la que proponía un alto el fuego e iniciar «negociaciones de paz entre los dos estados que han sufrido las mayores pérdidas en la guerra»
Chuikov rechazó cualquier tipo de negociación y tras intensas conversaciones con Zhúkov y posteriormente con el propio Stalin, le entregó a Krebs un documento con las condiciones soviéticasː

1. Berlín capitula. 2. Todos los que capitulan han de deponer las armas. 3. Se garantiza la vida a todos los soldados y oficiales. 4. Habrá socorro para los heridos. 5. Se encontrará la posibilidad de negociar por radio con los aliados.

La Stavka estableció como hora límite para aceptar las condiciones de rendición las 10ː15h de aquella mañana del 1 de mayo. Como pasadas veinticinco minutos de la hora límite no se recibió contestación alguna, la artillería del Primer Frente Bielorruso desató una «tormenta de fuego» sobre las ruinas del centro de la ciudad. Tras el fallido intento de negociación, Krebs regresó al búnker de la Cancillería, poco antes del amanecer del 1 de mayo y comunica a los jefes políticos y militares la respuesta soviética. Joseph Goebbels advierte que ante la respuesta de Chuikov las fuerzas alemanas en Berlín solo tienen como salida proseguir la lucha hasta el final

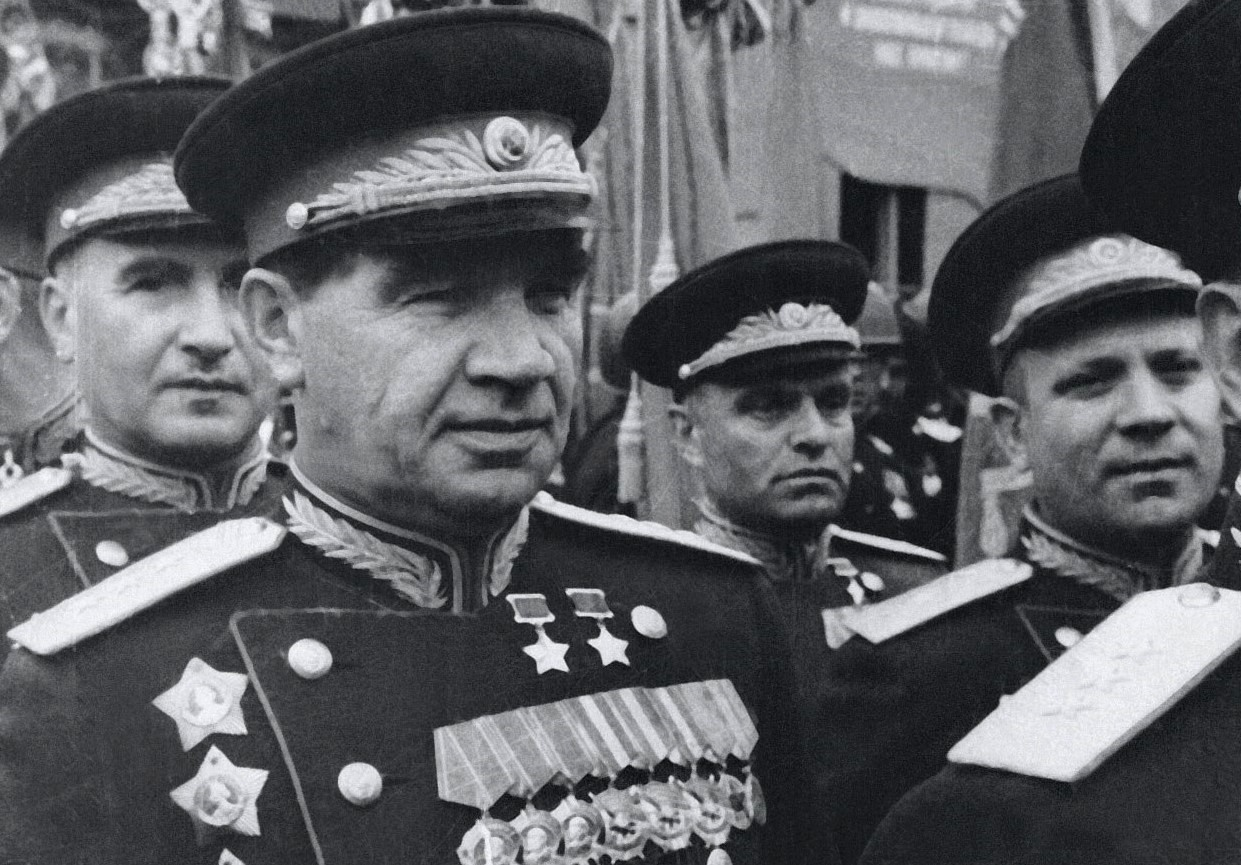
Coronel general Vasilii Chuikov en el desfile de la victoria de Moscú en la Plaza Roja

Al día siguiente, 2 de mayo a las 2ː50h, el general Helmuth Weidling, último comandante de la defensa de Berlín, llegó al cuartel general de Chuikov para ofrecer la rendición incondicional de Berlín, cuando Chuikov le preguntó si Krebs estaba al corriente de sus intenciones, este no supo que contestar . Chuikov le pidió entonces que redactara una orden de capitulación para ser transmitida a todos los lugares donde aún se combatía. Weidling escribióː

Berlín, 2 de mayo de 1945. El 30 de abril de 1945, el Führer se suicidó abandonando a su destino a todos los que le habían jurado fidelidad. Fieles a la orden del Führer, vosotros, soldados alemanes, habéis estado dispuestos a continuar la batalla de Berlín, aunque vuestra munición se agotara y, dada la situación general, era absurdo seguir resistiendo. Ordeno que cese inmediatamente toda resistencia. Cada hora que sigáis luchando prolonga el terrible sufrimiento de la población civil de Berlín y de nuestros heridos. De acuerdo con el alto mando de las tropas soviéticas os conmino a abandonar inmediatamente la lucha.
Weidling, antiguo comandante de la zona de defensa de Berlín.

En total, las pérdidas del Ejército Rojo en la batalla de Berlín entre muertos, heridos y desaparecidos ascendieron a unos 361 367 soldados. Pero el mayor coste lo sufrió el 8.º Ejército de la Guardia de Chuikov que perdió 28 673 hombres (de los cuales 4807 fueron muertos o desaparecidos). Estas graves pérdidas explican el resentimiento de Chuikov sobre el retraso que se produjo al lanzar la ofensiva de Berlín de mediados de febrero a mediados de abril.
El 24 de junio de 1945, el coronel general Vasili Chuikov participó en el histórico desfile de la Victoria de Moscú en la Plaza Roja, al frente de las unidades del Primer Frente Bielorruso.

### Posguerra
Después de la conquista de Berlín y del fin de la guerra en Europa, Chuikov apareció en la película documental La caída de Berlín (1945), dirigida por el cineasta soviético Yuli Raizman.
Tras finalizar la guerra, Chuikov continuó al mando del 8° Ejército de la Guardia, que estaba estacionado en Alemania, hasta julio de 1946. puesto que conpaginaba con el de jefe de la administración militar soviética en Turingia. A partir de julio de 1946, ocupó el puesto de Diputado, luego Primer Subcomandante en Jefe del Grupo de Fuerzas Soviéticas en Alemania y Subjefe de la Administración Militar Soviética en Alemania. Desde marzo de 1949, fue Comandante en Jefe del Grupo de Fuerzas Soviéticas en Alemania, al mismo tiempo, hasta octubre de 1949 fue Comandante en Jefe de la Administración Militar Soviética en Alemania (SVAG), que gobernaba directamente en la Zona de Ocupación Soviética de Alemania. A partir de octubre de 1949 trabajó como Presidente de la Comisión de Control Soviética (JCC), que ejercía el control sobre el territorio de la República Democrática Alemana, formada tras el fin de la guerra en la zona de ocupación soviética.
Después de la muerte de Stalin en 1953, regresó de Alemania y fue nombrado Comandante del Distrito Militar de Kiev. Mientras servía en aquel puesto, el 11 de marzo de 1955 fue ascendido a Mariscal de la Unión Soviética. Entre 1960 y 1964 fue Comandante en Jefe de las Fuerzas de Tierra del Ejército Rojo. También sirvió como Jefe de la Defensa Civil desde 1961 hasta su retiro en 1972. Desde 1961 hasta su muerte, fue miembro del Comité Central del Partido Comunista de la Unión Soviética. Hasta los últimos días de su vida, fue presidente del Consejo de Veteranos del 62.º Ejército (8.º Ejército de Guardias). Finalmente fue designado para el puesto de inspector general del Grupo de Inspectores Generales del Ministerio de Defensa de la URSS, un puesto meramente honorario.
En julio de 1981, escribió una carta al Comité Central del PCUSː

... Sintiendo que se acerca el final de mi vida, estoy en plena conciencia y hago una petición: después de mi muerte, enterrar mis cenizas en el Mamayev Kurgan en Stalingrado, donde organicé mi puesto de mando el 12 de septiembre de 1942. ... Desde ese lugar se puede escuchar el rugido de las aguas del Volga, las andanadas de los cañones y el dolor de las ruinas de Stalingrado, donde están enterrados miles de soldados a los que yo comandaba
 27 de julio de 1981 Vasili Chuikov».

Vasili Ivanovich Chuikov murió el 18 de marzo de 1982. Según su testamento, fue enterrado en Volgogrado en el Mamáyev Kurgán al pie del monumento de la Patria, junto a los soldados de su ejército que murieron en la Batalla de Stalingrado.

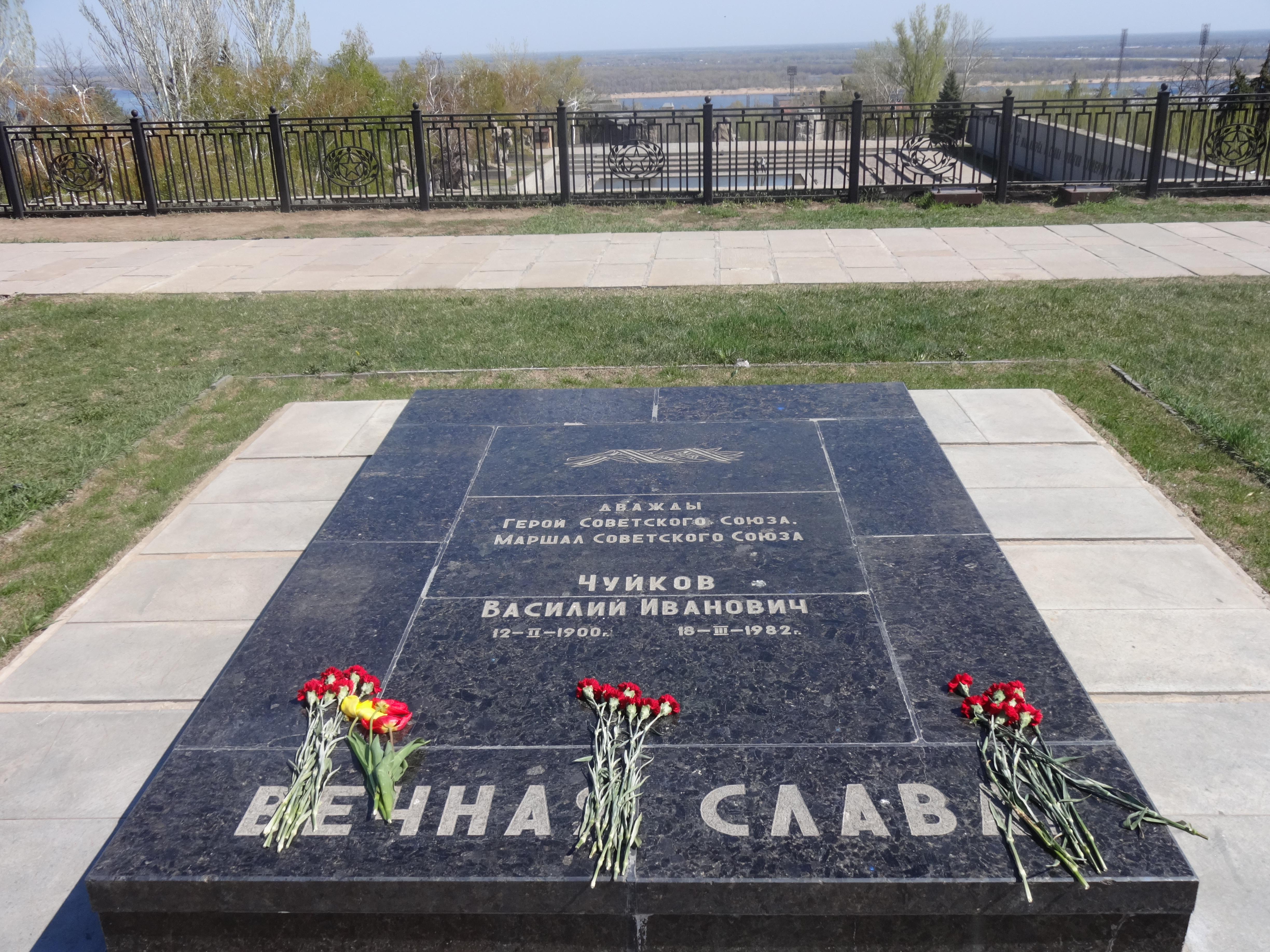
Volgogrado, tumba del mariscal Chuikov en Mamáyev Kurgán

## Promociones
- Kombrig (17 de febrero de 1938)
- Komdiv (23 de julio de 1938)
- Komdiv (9 de febrero de 1938)
- Komkor (11 de abril de 1939)
- Teniente general (4 de junio de 1940)
- Coronel general (27 de octubre de 1943)
- General del ejército (12 de noviembre de 1948)
- Mariscal de la Unión Soviética (11 de marzo de 1953)[38]

## Ensayos y artículos
Vasili Ivánovich Chuikov es autor de varios libros y artículos sobre su experiencia en la Segunda Guerra Mundialː
- Chuikov, Vasili (1963). The Beginning of the Road: The Story of the Battle for Stalingrad, London. ISBN 9780586029473
- Chuikov, Vasili (1968). The Fall of Berlin (en inglés). New York: Holt Rinehart & Winston.
- Chuikov, Vasili (1978). The Great Patriotic War: 1941-1945, Planeta Publishers, Moscow. ISBN 9780828529921
- Chuikov, Vasili (2003). Mission to China: Memoirs of a Soviet Military Adviser to Chiang Kai-shek, Eastbridge Books. ISBN 978-1788690249
- Chuikov, Vasili (1978). The End of the Third Reich, Imported Pubn. ISBN 9780828504539

## Condecoraciones

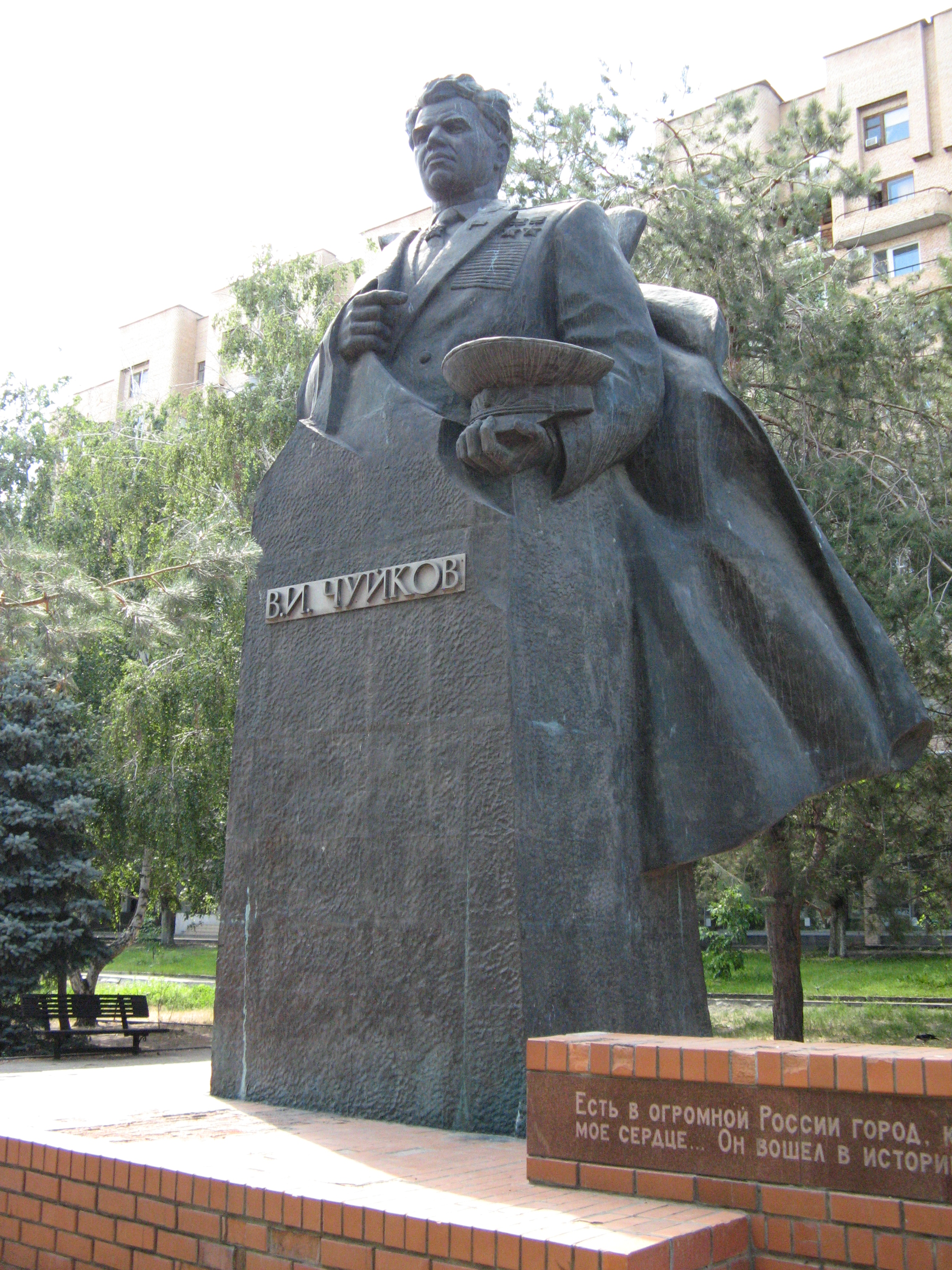
Monumento al mariscal Vasili Chuikov en Volgogrado

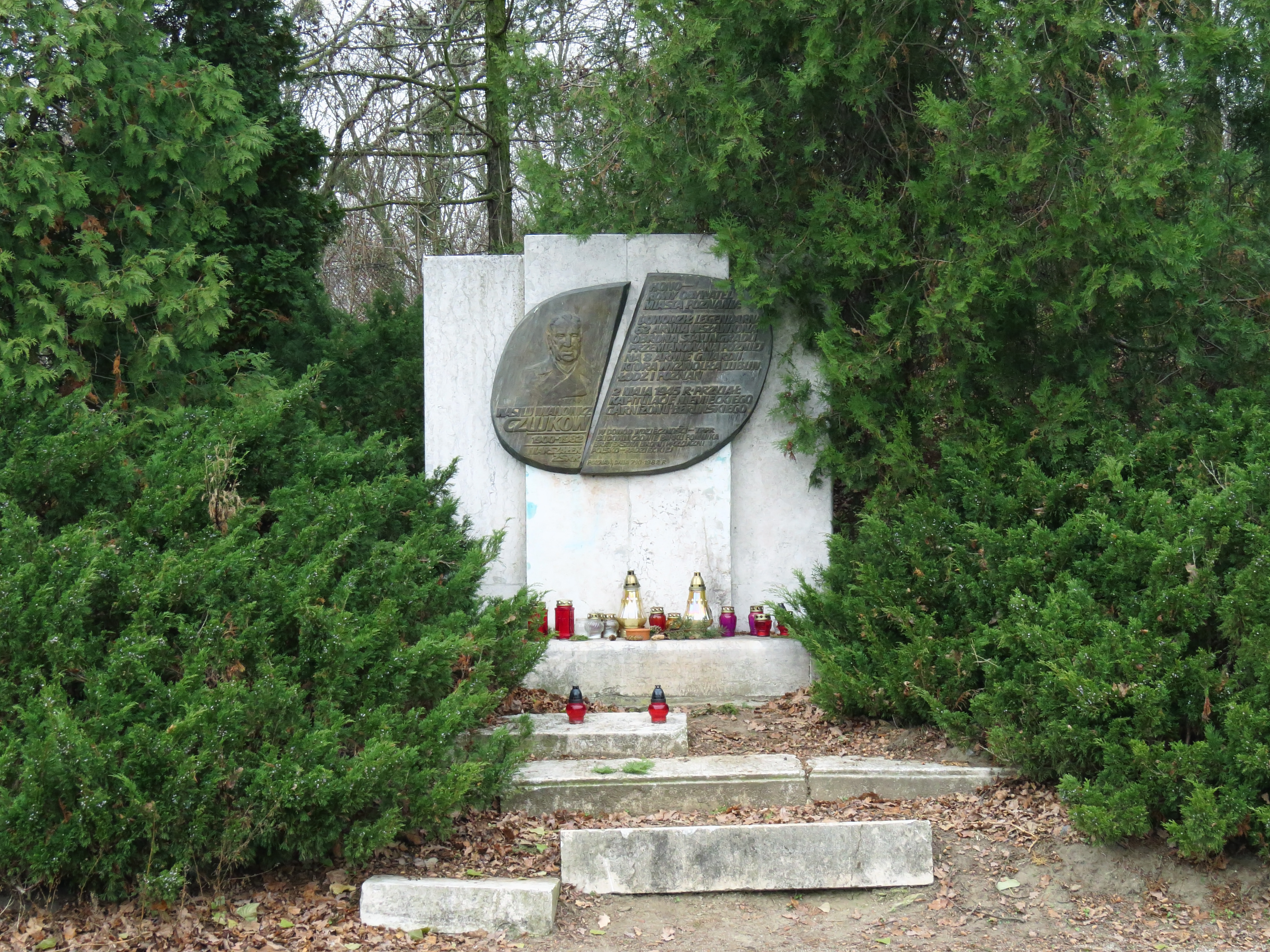
Monumento conmemorativo en honor a Vasili Chuikov en el parque de la ciudadela en Poznan

A lo largo de su extensa carrera militar Vasili Chuikov recibió las siguientes condecoraciones 
Unión Soviética
- Héroe de la Unión Soviética, dos veces (19 de marzo de 1944, 6 de abril de 1945)
- Orden de Lenin, nueve veces (26 de octubre de 1943, 19 de marzo de 1944, 21 de febrero de 1945, 11 de febrero de 1950, 11 de febrero de 1960, 12 de febrero de 1970, 11 de febrero de 1975, 21 de febrero de 1978, 11 de febrero de 1980)
- Orden de la Revolución de Octubre (22 de febrero de 1968)
- Orden de la Bandera Roja, cuatro veces (1920, 1925, 1944, 1948)
- Orden de Suvórov, 1.ª clase, tres veces (28 de enero de 1943, 23 de julio de 1944, 29 de mayo de 1945)
- Orden de la Estrella Roja (1940)
- Medalla por la Defensa de Moscú
- Medalla por la Defensa de Stalingrado
- Medalla por la Liberación de Varsovia
- Medalla por la Conquista de Berlín
- Medalla por la Victoria sobre Alemania en la Gran Guerra Patria 1941-1945
- Medalla por la Victoria sobre Japón
- Medalla de veterano de las Fuerzas Armadas de la URSS
- Medalla por el fortalecimiento de la hermandad en armas
- Medalla por el desarrollo de las tierras vírgenes
- Medalla Conmemorativa del 20.º Aniversario de la Victoria en la Gran Guerra Patria de 1941-1945
- Medalla Conmemorativa del 30.º Aniversario de la Victoria en la Gran Guerra Patria de 1941-1945
- Medalla del 20.º Aniversario del Ejército Rojo de Obreros y Campesinos
- Medalla del 30.º Aniversario de las Fuerzas Armadas de la URSS
- Medalla del 40.º Aniversario de las Fuerzas Armadas de la URSS
- Medalla del 50.º Aniversario de las Fuerzas Armadas de la URSS
- Medalla del 60.º Aniversario de las Fuerzas Armadas de la URSS
- Medalla Conmemorativa por el Centenario del Natalicio de Lenin "Al Valor Militar"
- Medalla Conmemorativa del 800.º Aniversario de Moscú

Otros Países
- Orden de Sukhbaatar (Mongolia)
- Medalla por la Victoria sobre Japón (Mongolia)
- Medalla del 30.º Aniversario de la victoria sobre el Japón militarista (Mongolia)
- Medalla del 30.º Aniversario de la Victoria en Jaljin Gol (Mongolia)
- Medalla del 40.º Aniversario de la Victoria en Jaljin Gol (Mongolia)
- Medalla del 50.º Aniversario de la Revolución Popular de Mongolia
- Medalla de la Amistad Chino-Soviética (República Popular de China)
- Comendador de la Orden de Polonia Restituta (Polonia)
- Medalla por el Oder, Neisse y el Báltico (Polonia)
- Orden de la Cruz de Grunwald, primera clase (Polonia)
- Gran Cruz de la Orden Virtuti Militari (Polonia)
- Orden Patriótica al Mérito (RDA)
- Gran estrella de la Estrella de la Amistad de los Pueblos (RDA)
- Cruz por Servicio Distinguido (Estados Unidos)